# Myriopholis perreti
Myriopholis perreti là một loài rắn trong họ Leptotyphlopidae. Loài này được Roux-Estève mô tả khoa học đầu tiên năm 1979.